# Paullinia cirrhipes
Paullinia cirrhipes är en kinesträdsväxtart som beskrevs av José Cuatrecasas. Paullinia cirrhipes ingår i släktet Paullinia och familjen kinesträdsväxter. Inga underarter finns listade i Catalogue of Life.